# Герб Холмів
Герб Холмів — символ місцевого самоврядування смт. Холми Корюківського району Чернігівської області. Рішенням XI сесії сьомого скликання від 08.07.2016 року Холминська селищна рада  затвердила  офіційні символи селища та Положення «Про порядок використання символіки смт. Холми»

## Опис
У золотій главі (¼ верхньої частини щита), символі сонця, життя і торжества віри, в один ряд розташовані 4 червоні восьмипроменеві зірки, які є  уособленням Віфлеємської. Згідно з даними подимного реєстру Речі Посполитої, проведеного 1638 року, Холми мали 4 дими.  
На зеленому полі ( ¾ нижньої частини щита) – срібний укорочений хрест, на який накладено червоний щиток зі срібним лебедем. Зелений колір символізує розташування поселення серед лісів, срібний козацький хрест вказує на те, що Холми були вільним (козацьким) військовим  поселенням. Червоний щиток і білий лебідь є фрагментом герба роду Дуніних-Борковських, котрі започаткували розвиток поселення, володіючи ним понад півтора століття.
В основі герба щит, який  вписано у декоративний картуш, увінчаний срібною міською короною, що свідчить про статус поселення. Нижня частина картуша є фрагментом картуша герба Дуніних-Борковських. Червоний колір, що нагадує про складну історію, є символом активності, військової звитяги та непереможності. Вище картуш змінює молоде дубове листя, яке  виражає ідею сили, міцності, гідності. Жолуді  символізують вічне оновлення життя, молоді покоління, виховані на багатих історичних традиціях, які прославлятимуть селище у майбутньому.

## Авторський колектив
- автор – краєзнавець, селищний голова  Віталій Запорожець;
- опис – учитель-філолог  Сергій Дуреко;
- дизайн – архітектори Максим Запорожець, Оксана  Запорожець.